# Società Sportiva Ternana 1948-1949
Questa voce raccoglie le informazioni riguardanti la Società Sportiva Ternana nelle competizioni ufficiali della stagione 1948-1949.

## Rosa
| N. |                   | Ruolo | Calciatore            |
| -- | ----------------- | ----- | --------------------- |
|    | Italia (bandiera) | C     | Ancillotto Ancillotti |
|    | Italia (bandiera) | A     | Giancarlo Bellaccini  |
|    | Italia (bandiera) | C     | Loris Bravetti        |
|    | Italia (bandiera) | A     | Alfredo Ciucci        |
|    | Italia (bandiera) | P     | Rosolino De Angelis   |
|    | Italia (bandiera) | D     | Rocco Di Cintio       |
|    | Italia (bandiera) | C     | Benedetto Ghisci      |
|    | Italia (bandiera) |       | Lapietra              |
|    | Italia (bandiera) | A     | Dante Larena          |
|    | Italia (bandiera) | P     | G. Lattarulo          |
|    | Italia (bandiera) | A     | Pietro Leone          |

| N. |                   | Ruolo | Calciatore           |
| -- | ----------------- | ----- | -------------------- |
|    | Italia (bandiera) | D     | Romolo Lestini       |
|    | Italia (bandiera) | C     | Claudio Matteini     |
|    | Italia (bandiera) | D     | Sabatino Mazzoccanti |
|    | Italia (bandiera) | D     | Niclo Menicocci      |
|    | Italia (bandiera) | A     | Armando Mozzetta     |
|    | Italia (bandiera) | P     | Mariano Pazzi        |
|    | Italia (bandiera) | C     | Fabio Roccheggiani   |
|    | Italia (bandiera) | A     | Armando Serlupini    |
|    | Italia (bandiera) | C     | Orlando Strinati     |
|    | Italia (bandiera) | A     | Ferrero Tossio       |
|    | Italia (bandiera) | A     | Sergio Turrini       |